# Gerhard Konzelmann
Gerhard Konzelmann (* 26. Oktober 1932 in Stuttgart; † 28. Mai 2008 ebenda) war ein deutscher Journalist und Buchautor. Konzelmann wurde vor allem als Nahostkorrespondent der ARD und Moderator des Weltspiegels einer breiten Öffentlichkeit bekannt. Er war Lehrbeauftragter für Arabische Politik an der Universität Konstanz. Außerdem trat er als Autor zahlreicher Sachbücher und zweier historischer Romane sowie als Opernkomponist hervor.

## Leben
Konzelmann war seit 1958 verheiratet und hatte drei Kinder. Der Sohn eines Bahnbeamten schloss 1952 das Gymnasium ab und studierte darauf bis 1957 Geschichte und Literaturwissenschaft in Tübingen und Besançon. Einen Studienabschluss erreichte er nicht.

### Tätigkeit als Journalist
1956 begann seine Tätigkeit beim Fernsehen. 1957 war er Redakteur bei der Abendschau des SDR-Fernsehens. 1964 wurde er Mitglied der Programmdirektion der ARD. Von 1968 bis 1974 sowie von 1981 bis 1985 war er Nahost-Korrespondent in Beirut. Ab 1974 war er Leiter der Dokumentarischen Abteilung des Süddeutschen Rundfunks. Ab 1985 war er Fernsehredakteur der Abteilung „Kultur, Spiel und Unterhaltung“ und somit für die Fernseh-Musiksendungen des damaligen SDR verantwortlich. Konzelmann wirkte auch mehrfach in der Fernsehratesendung „Ja oder Nein?“ mit. Als Nahost-Experte war er populär, aber auch umstritten. Er gehörte zu den frühen Warnern vor aggressiv-expansiven Elementen innerhalb der islamischen Gemeinschaft. Er half der Palästinensischen Autonomiebehörde zur Zeit Jassir Arafats, einen eigenen Sender aufzubauen. Nachfolger Konzelmanns als Nahost-Korrespondent war Ulrich Kienzle.

### Kritik an den Publikationen zu Islam und Orient
Anfang der 1990er Jahre wurde Konzelmann vom an der Universität Hamburg lehrenden Orientalisten Gernot Rotter in einem aufsehenerregenden Buch (Allahs Plagiator. Die publizistischen Raubzüge des Nahostexperten Gerhard Konzelmann, erschienen im Palmyra Verlag) vorgeworfen, bei seiner reichen Publikationstätigkeit vielfach wissenschaftliche Arbeiten anderer Autoren plagiiert zu haben. Bevorzugte Quellen von Konzelmann seien Übersetzungen von Rotter und deutschen Orientalisten des 19. Jahrhunderts. Rotter wies nach, dass Konzelmann nicht der arabischen Sprache mächtig war. Konzelmann habe sich darüber hinaus langer Paraphrasierungen aus der Sammlung Tausendundeine Nacht bedient, die er mit sexistischen Elementen angereichert habe: „Konzelmanns Elaborat bietet […] geradezu einen Katalog für das gesamte Feindbildregister, das sich das christliche Abendland über die Jahrhunderte hinweg gegenüber der islamischen Welt zurechtgelegt hat: Brutalität, Unzuverlässigkeit, Geilheit, Irrationalität, Hysterie.“

#### Mohammed – Allahs Prophet und Feldherr, 1980
Rotter stellte dar, dass Konzelmann in seinem Werk Mohammed – Allahs Prophet und Feldherr seine Übersetzung des Werks Das Leben des Propheten von Ibn Ishaq intensiv plagiiert hatte. Außerdem habe er sachlich Falsches hinzugefügt, etwa Koraninhalte erfunden oder Mohammed pädophile Neigungen angedichtet. Seine mangelnden Arabischkenntnisse habe er durch angebliche Recherche in nichtexistierenden Archiven verschleiert.
Rotter bezeichnete Konzelmann als „Plagiator großen Stils“, „Scharlatan“ und „Hochstapler“, der seit Jahrzehnten die öffentliche Meinung über den Nahen Osten bewusst tendenziös irregeführt habe. Sein Zerrbild des Orients sei außerdem rassistisch geprägt. Konzelmann wehrte sich nicht gerichtlich gegen die Vorwürfe. Rotters Klage (1990) gegen Konzelmann und den Verlag (Bastei-Lübbe) führte zur Selbstverpflichtung des Verlags, Konzelmanns Mohammed – Allahs Prophet und Feldherr nicht länger zu verbreiten, „sofern und solange darin Texte des Herrn Dr. Rotter und seiner Übersetzung des Werkes ‚Ibn Ishaq: Das Leben des Propheten‘ in einem das Zitatrecht überschreitenden Umfang enthalten sind“.
Konzelmann stellte fest, dass sein Buch seine Fehler habe. Er habe ein Jahr zuvor seinen Verleger gebeten, es nicht mehr anzubieten; es entspreche nicht seiner „heutigen Art, ein Thema anzupacken.“ Seine schriftstellerische Tätigkeit setzte Konzelmann jedoch auch danach fort. Die Gesamtauflage seiner Bücher soll zwei Millionen Exemplare betragen haben.

#### Allahs neues Weltreich
Rotter klagte wegen Plagiat auch gegen Konzelmann aufgrund seines Werkes Allahs neues Weltreich und erwirkte 1991 eine einstweilige Verfügung.
Ulrich Kienzle stellte in seiner Publikation Abschied von 1001 Nacht Konzelmanns unseriöse Praktiken als Journalist dar. Schon in seinem Buch Noch Fragen Kienzle von 1995 bezeichnete er Konzelmann als einen journalistischen Freibeuter, der eine ganze Fälscherwerkstatt ersetze. Der „Kujau unter den Korrespondenten“ habe sich früh entschieden, präzise die Unwahrheit zu sagen. Als Beispiel schilderte Kienzle, wie Konzelmann Filmaufnahmen aus dem Heizungskeller des Süddeutschen Rundfunks (SDR) benutzte, um die Kommandozentrale eines Öltankers darzustellen, von der aus Konzelmann Dramatisches über die Ölkrise berichtete.

### Komponist
Konzelmann wollte ursprünglich Komponist werden – ein Berufswunsch, den er zugunsten des Journalismus aufgab. Die Musik zu einigen seiner Filme komponierte er selbst, und 1988 wurde seine Oper Das Gauklermärchen nach Michael Ende an der Oper Köln uraufgeführt. Seit seiner Pensionierung war Konzelmann vermehrt als Komponist tätig. Am 3. Juli 2004 wurde am Blautopf in Blaubeuren seine Oper Die Legende von der schönen Lau nach Eduard Mörike uraufgeführt; weitere Aufführungen dieser Oper fanden 2007 in Konzelmanns Wohnort Isny im Allgäu statt.

## Ehrungen
Neben dem Bambi-Fernsehpreis erhielt Konzelmann 1975 den Adolf-Grimme-Preis mit Bronze für die Sendung Das Testament des Zaren – Russisch-sowjetische Politik am Golf. 1977 wurde er mit dem Bundesverdienstkreuz für seine unerschrockene Berichterstattung während des libanesischen Bürgerkriegs ausgezeichnet, 1989 folgte das Verdienstkreuz 1. Klasse. 2003 erhielt er die Verdienstmedaille des Landes Baden-Württemberg. „Wir haben Ihre seriöse Recherche sowie Ihr differenziertes Urteil sehr geschätzt – sie waren ein solides und kompetentes Fundament für die eigene Meinungsbildung“, sagte Ministerpräsident Erwin Teufel in seiner Laudatio.

## Veröffentlichungen (Auswahl)
Konzelmann verfasste zahlreiche Schriften und Sachbücher, in die er seine Erfahrungen als Journalist einfließen ließ. Viele von ihnen waren Bestseller, wurden jahrelang in teilweise aktualisierten Auflagen gedruckt und waren auch in Buchclub- und Taschenbuchausgaben erfolgreich.
- Die Araber und ihr Traum vom Großarabischen Reich, Desch, München 1974, ISBN 3-420-04709-6
- Die Schlacht um Israel. Der Krieg der heiligen Tage, Desch, München u. a. 1974, ISBN 3-420-04700-2.
- Die Reichen aus dem Morgenland. Wirtschaftsmacht Arabien, Desch, München 1974
  - als rororo-Sachbuch: Reinbek bei Hamburg 1976, ISBN 3-499-16977-0.
- Aufbruch der Hebräer. Der Ursprung des biblischen Volkes, Desch, München 1976, ISBN 3-420-04755-X
- Die großen Kalifen. Das goldene Zeitalter Arabiens, Herbig, München und Berlin 1977, ISBN 3-88199-745-8
- Die Schiiten und die islamische Republik. Hintergründe zu den Ereignissen im Iran, Herbig, München 1979, ISBN 3-7766-0977-X
- Die islamische Herausforderung, Hofmann & Campe, Hamburg 1980, ISBN 3-8118-3159-3
- Mohammed Allahs Prophet und Feldherr, Bastei-Lübbe 1980, ISBN 978-3-404-61066-2
- Der Nil. Heiliger Strom unter Sonnenbarke, Kreuz und Halbmond, Hoffmann & Campe, Hamburg 1982, ISBN 3-455-08753-1
- Jerusalem. 4000 Jahre Kampf um eine heilige Stadt, Hoffmann & Campe, Hamburg 1984, ISBN 3-455-08660-8
- Der unheilige Krieg. Krisenherde im Nahen Osten, Hoffmann & Campe, Hamburg 1985, ISBN 3-455-08242-4 (Platz 1 der Spiegel-Bestsellerliste vom 8. bis zum 14. April 1985)
- Allahs neues Weltreich. Der Kampf um die arabische Einheit, Herbig, München und Berlin 1986, ISBN 3-7766-1412-9.
- Der Diwan des Harun Al Rashid, Weitbrecht, Stuttgart 1987, ISBN 3-522-70310-3
- Der Jordan. Ur-Strom zwischen Heil und Hass, Hoffmann & Campe, Hamburg 1990, ISBN 3-455-08313-7
- Allahs Schwert. Der Aufbruch der Schiiten, Herbig, München und Berlin 1989, ISBN 3-7766-1469-2
- Der Golf. Vom Garten Eden zur Weltkrisenregion, Hoffmann & Campe, Hamburg 1991, ISBN 3-455-08396-X
- Sindbad der Seeräuber, Weitbrecht, Stuttgart 1992, ISBN 3-522-70950-0
- Damaskus. Oase zwischen Hass und Hoffnung, Herbig, München 1994, ISBN 3-7766-1857-4
- Die Wolga. Schicksalsstrom der Völker, Hoffmann und Campe, Hamburg 1994, ISBN 3-455-08569-5
- König Davids Erbe. 3000 Jahre Jerusalem, Herbig, München 1996, ISBN 3-7766-1931-7
- Cleopatra. Roman, Weitbrecht, Stuttgart 1998, ISBN 3-522-72085-7
- Vermächtnis für den Frieden. Hussein von Jordanien, Herbig, München 1999, ISBN 3-7766-2105-2
- „Dies Land will ich deinen Kindern geben.“ Die Wurzeln der Tragödie im Nahen Osten, Herbig, München 2001, ISBN 3-7766-2211-3
- Der verwaiste Pfauenthron. Persiens Weg in die Gegenwart. Hohenheim Verlag, Stuttgart und Leipzig 2001
- Dschihad und die Wurzeln eines Weltkonflikts, Herbig, München 2002, ISBN 3-7766-2268-7
- Insch’Allah. Der Kampf um Glaube und Öl, Herbig, München 2003, ISBN 3-7766-2316-0
- Der schwarze Turban, Glaube und Macht der Schiiten, Herbig, München 2004, ISBN 3-7766-2391-8
- Villa Reitzenstein. Geschichte des Regierungssitzes von Baden-Württemberg. Hohenheim-Verlag, Stuttgart 2004, ISBN 3-89850-104-3.
- Die Emirate. Das Paradies im Nahen Osten, Herbig, München 2005, ISBN 3-7766-2443-4
- Öl und Gas. Im Netz der Konzerne, Herbig, München 2006, ISBN 978-3-7766-2487-8
- Verlorener Frieden? Chancen und Risiken im Nahen Osten. Herbig, München 2007, ISBN 978-3-7766-2526-4.
- Der befohlene Friede. Weltpolitik in Nahost vor und nach Camp David. Herbig, München 1978 ISBN 3-7766-0905-2